# Rempelam
Rempelam is een bestuurslaag in het regentschap Gayo Lues van de provincie Atjeh, Indonesië. Rempelam telt 201 inwoners (volkstelling 2010).